# Vid Dornberški
Vid, baron Dornberški (nemško Veit von Dornberg; italijansko Vito di Dorimbergo), avstrijski diplomat, * 1529, Gorica, Sveto rimsko cesarstvo, † 5. april 1591.
Vid Dornberški je bil peti in zadnji sin Erazma Dornberškega in Južne Tirolke Beatrice Jaufen. Imel dva brata in tri sestre. Bil je goriški okrajni glavar in diplomat v avstrijski službi.

## Družinsko poreklo
Dornberžani bavarskega porekla so bili že v 13. stoletju v službi goriškega grofa, v zameno za svoje storitve pa so dobili fevd v Vipavski dolini, ki so ga poimenovali po družini Dornberg, danes Dornberk v Mestni občini Nova Gorica. Med letoma 1300 in 1400 so nekateri Dornberžani opravljali upravno funkcijo grofa v Gorici. Leta 1547 je rodbina v svojo posest dodala vas Števerjan in grad Dorneck, 19. aprila 1578 pa jo je Rudolf II. nobiliral.

## Zgodnje življenje
V začetku leta 1500 sta bila Vidov oče in stric v habsburški službi med vojno proti Benečanom. Vidov stric Lenart je umrl leta 1508 pri obrambi goriškega gradu, medtem ko je njegov oče Erazem vodil cesarsko vojsko in vstopil v Videm, leta 1514 pa je bil Erazem Dornberški pred vojno okrožni poročnik, kar je po vojni ponovno prevzel. Vid se je rodil na goriškem gradu leta 1529 v še vedno obstoječi Dornberžanovi hiši, ki je zdaj sedež muzeja prve svetovne vojne; dan po njegovem rojstvu je umrl njegov oče Erazem. Po Erazmovi izgubi je družina kmalu zašla v slabo finančno situacijo, saj so morali Dornberžani za podporo uprave grofije plačevati vnaprej in čakati, da jih habsburški vladarji poplačajo; vendar so Habsburžani sloveli kot slabi upniki. Zato se je mlada šestindvajsetletna vdova po moževi smrti soočila s strašnimi časi, vendar je ohranila svoje dostojanstvo in vrnila dolgove svojega moža tudi z osebnimi sredstvi, svojim otrokom pa je omogočila tudi ustrezno izobrazbo v skladu z njihovim družbenim položajem. Maksimilijana in Franca je poslala v Ljubljano v Kranjsko šolo, Vid pa se je šolal doma pod nadzorom duhovnika. Leta 1541 je študiral v Trentu, šolanje pa je končal v Veroni. Leta 1545 se je vpisal na Univerzo v Padovi, kamor se je vpisal tudi njegov najstarejši brat Maksimilijan, ki ni opravil mature. Vid je bil na splošno dober dijak in je tekoče govoril več jezikov, poleg domače italijanščine še nemščino, latinščino, španščino in slovenščino, čeprav ni jasno, ali je v celoti obvladal nemščino.

## Smrt
Nadvojvoda Karel je umrl julija 1590, januarja 1591 pa je v Pragi umrl Vidov brat Maksimilijan. Ko je izvedel za ti dve izgubi, je pripomnil: "Vzeti moramo, kar hoče Bog." Vid je 20. marca 1591 zbolel, tri dni pozneje pa je podpisal svojo zadnjo uradno korespondenco. Do 31. marca 1591 se je njegovo zdravje poslabšalo in njegov tajnik je v Prago poslal sporočilo, v katerem je sporočil, da ni več upanja. 1. aprila 1591 je Vid svoji oporoki dodal opombo, v kateri je obnovil prošnjo, da ga pokopljejo v Gorici znotraj cerkve sv. Janeza. Umrl je v noči s 4. na 5. april in bil pokopan v cerkvi, ki jo je dal zgraditi.